# Gulli Carstedt

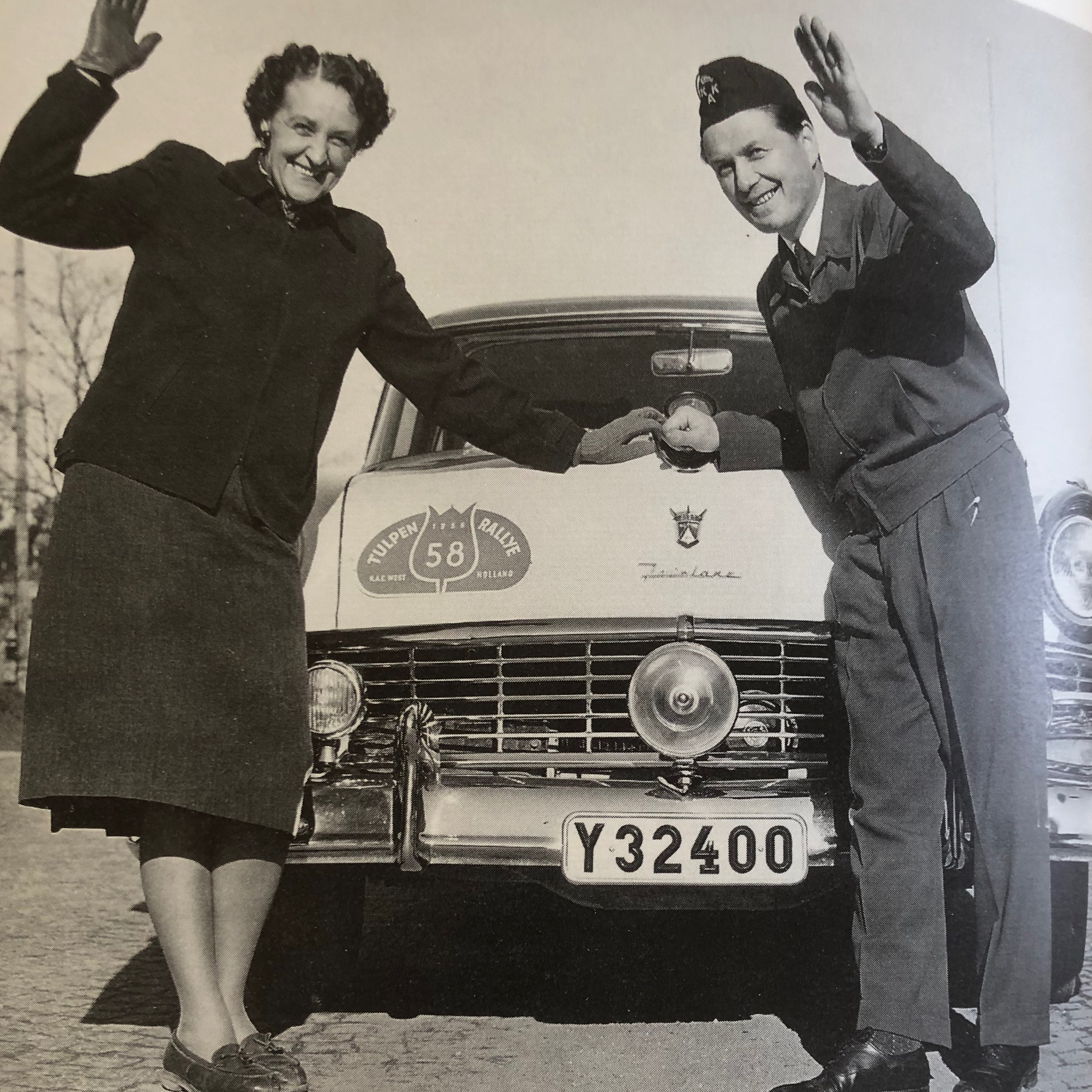

Göta Gurly Birgitta "Gulli"  Carstedt, född Johansson, 27 januari 1921 i Jörns församling, Västerbottens län, död 16 april 1999 i Örnsköldsviks församling, Västernorrlands länvar en svensk kartläsare. Hon deltog i ett tiotal Monte Carlo- och Tulpanrallyn samt lika många Svenska Rallyn.

## Biografi
Carstedt var vid tiden efter andra världskriget verksam i Kristineberg, Västerbotten, som småföretagare,  bilskollärare, bensinstations- och sportaffärsföreståndare, taxichaufför och festfixare. Två till tre gånger per år gav hon sig iväg runtom Europa som kartläsare och andreförare på rallyvägarna, och deltog i ett tiotal Monte Carlo- och Tulpanrallyn samt lika många Svenska Rallyn. År 1956 flyttade hon till Örnsköldsvik och arbetade sedan med administrativa sysslor i familjeföretaget.
Carstedt var med att starta Inner Wheel-klubben i Örnsköldsvik och var dess president vid två tillfällen. Hon var även ordförande i Bilkåristerna, sekreterare i Västerbottens gille och en aktiv syster i Rebeckalogen.